# Kasteel Hogemeyer

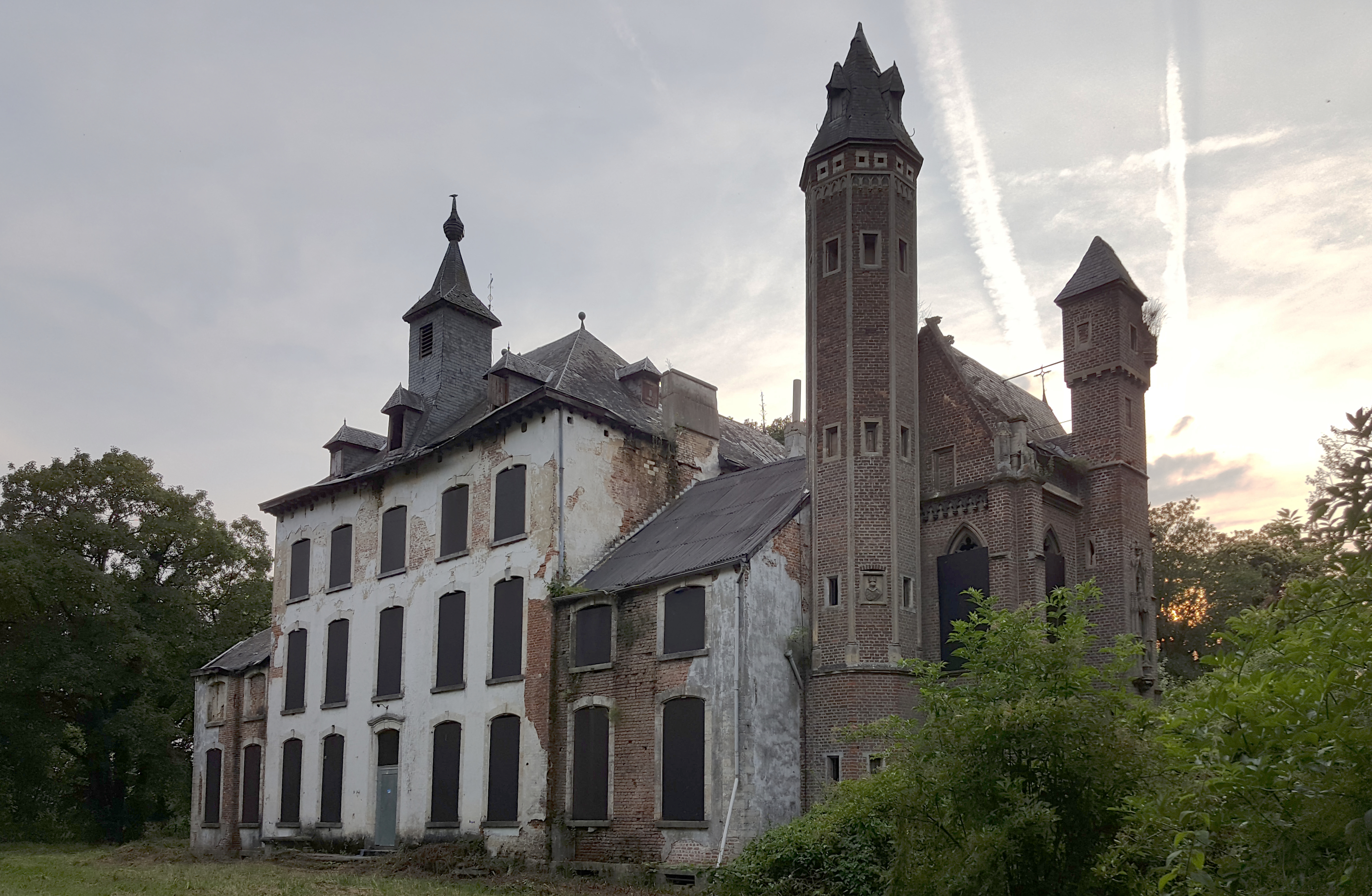
Kasteel Hogemeyer

Het Kasteel Hogemeyer is een kasteel in de tot de Vlaams-Brabantse gemeente Kortenaken behorende plaats Kersbeek, gelegen aan Hogemeyer 3-5.

## Geschiedenis
In 1323 stond het goed bekend als Hof van Landeloos en het was een achterleen van het Hof van Brabant. Eind 18e eeuw sprak men van de Hooghmeyerswinninge aangezien de toenmalige eigenaar, Gabriel-Michel-François de l'Escaille, oppermeier van Tienen was. Diens dochter trouwde in 1780 met Ambroise-Jean De Turck en aldus kwam het goed in handen van de familie De Turck de Kersbeek.
Omstreeks 1750 werd in opdracht van de familie de l'Escaille een bescheiden buitenhuis gebouwd. Dit huis werd in 1859-1860 zodanig verbouwd dat het voortaan als kasteel werd omschreven. Dit kwam vooral door de oprichting van een neogotische hoektoren en huiskapel.
Door leegstand raakte dit kasteeltje later in verval.